# The Palace of the King of the Birds
The Palace of the King of the Birds, nota anche con il titolo The Castle of the King of the Birds, è un brano musicale composto da Paul McCartney.

## Descrizione
Il brano fu composto da Paul McCartney e originariamente registrato durante le sessioni dell'album Let It Be tra il 6 e il 9 gennaio 1969 presso i Twickenham Film Studios. La durata delle tre versioni incise varia. La versione del 6 gennaio dura quattordici minuti e termina in una jam session, e fu registrata insieme a un demo di Carry That Weight. La traccia venne quindi accantonata e mai pubblicata dai Beatles, fino a quando McCartney ne registrò un'altra versione come solista (ma rimasta anch'essa inedita), con il titolo The Castle of the King of the Birds; per l'abortito progetto dell'album Rupert the Bear, nel 1978 circa. La canzone è riapparsa anni dopo come sigla dei titoli di coda della prima puntata del documentario The Beatles: Get Back di Peter Jackson, dove è inclusa brevemente anche durante l'episodio.

## Formazione(versione del 9 gennaio 1969)
- Paul McCartney – organo
- John Lennon – chitarra o basso
- George Harrison – chitarra solista, batteria
- Ringo Starr – batteria

## Accoglienza
Il critico musicale Richie Unterberger fece notare l'organo "particolarmente elegiaco" di McCartney e le "frasi di chitarra fluide e blues", dicendo che era quanto di più vicino la band fosse mai arrivata a suonare progressive rock - "territorio molto insolito per il gruppo, ma interessante proprio per questo." Tom Taylor di Far Out Magazine la mise al primo posto nella sua lista "The 10 Greatest Unreleased Beatles Songs", elogiando "la melodia effervescente che potresti ascoltare tutto il giorno." Il sito web Vulture del New York Magazine definì "magnificamente ponderato" ogni singolo elemento musicale presente nella traccia.